# Chadasch (Partei)
Chadasch (hebräisch חד״ש) ist eine Listenverbindung von sozialistischen Parteien in Israel. Als Wort bedeutet chadasch auf Hebräisch „neu“, ist jedoch auch das Akronym ChaDaSch für HaChasit haDemokratit leSchalom uleSchiwjon (הַחֲזִית הַדֵּמוֹקְרָטִית לְשָׁלוֹם וּלְשִׁוְיוֹן HaChasīt haDemōqraṭīt ləSchalōm ūləSchiwjōn, deutsch ‚Die Demokratische Front für Frieden und Gleichheitberechtigung‘). Die vollständige arabische Bezeichnung lautet al-Dschabha ad-Dīmuqrātiyya li-s-Salām wa-l-Musāwāh / الجبهة الديمقراطية للسلام والمساواة / al-Ǧabha ad-dīmuqrāṭīya li-s-Salām wa-l-Musāwāh, die allgemein gebrauchte Kurzform ist al-Dschabha (die Front).

## Geschichte
Chadasch in ihrer heutigen Form wurde 1977 vor der Knesset-Wahl gegründet und bestand hauptsächlich aus der pro-sowjetischen und mehrheitlich palästinensisch-arabischen Neuen Kommunistischen Liste.
Chadasch spricht sich für die Räumung aller jüdischen Siedlungen sowie den Rückzug aus den 1967 im Zuge des Sechstagekriegs von Israel besetzten Gebieten aus. Chadasch unterstützt außerdem die Rechte von Arbeitern. Die Wählerbasis von Chadasch bilden vorwiegend jüdische und arabische Kommunisten. Die Partei unterhielt trotz eines offiziellen Verbots vor 1993 enge Verbindungen zur PLO. 
1992 unterstützte Chadasch die Regierung von Jitzchak Rabin, ohne jedoch offiziell Teil der Regierungskoalition zu sein. 1996 bildete Chadasch eine gemeinsame Liste mit Balad. Das Wahlbündnis mit der arabisch-nationalistischen Taʿal bei der Wahl 2003 hat der Partei insbesondere von der jüdisch-kommunistischen Minderheit den Vorwurf eingebracht, den Koexistenz-Grundsatz der Partei zu beschädigen.
Zur Knesset-Wahl 2015 schloss Chadasch sich mit der Vereinigten Arabischen Liste, Balad und Taʿal zur Vereinten Liste zusammen. Das Wahlbündnis errang zusammen dreizehn Parlamentssitze.
Zur Knesset-Wahl im April 2019 bildete Chadasch mit Taʿal eine gemeinsame Liste, die sechs Sitze erhielt, davon vier von Chadasch. Zur Wahl im September 2019 trat wieder eine gemeinsame Liste der vier arabischen Parteien Balad, Raʿam, Taʿal und Chadasch an. Dies blieb bei den folgenden beiden Wahlen so. Bei der Wahl 2022 trat Chadasch erneut wieder nur gemeinsam mit Taʿal an.

## Wahlergebnisse bei Knesset-Wahlen
- 1992: 3 Sitze
- 1996: 5 Sitze (gemeinsam mit Balad)
- 1999: 3 Sitze
- 2003: 3 Sitze (gemeinsam mit Taʿal)
- 2006: 3 Sitze
- 2009: 4 Sitze
- 2013: 4 Sitze
- 2015: 5 Sitze
- April 2019: 6 Sitze (gemeinsam mit Taʿal)
- September 2019: 5 Sitze
- 2020: 5 Sitze
- 2021: 3 Sitze
- 2022: 5 Sitze (gemeinsam mit Taʿal)

Die Knesset hat 120 Sitze.

## Sitze in der Knesset
Bei den Wahlen zur Knesset 2022 wurden 4 Sitze gewonnen:
- Maki: 3 Sitze
- Unabhängige: 1 Sitz